# Katarina Bulatović
Katarina Bulatović (Kragujevac, 15 de noviembre de 1984) es una ex jugadora de balonmano montenegrina que jugaba de lateral derecho. Es miembro del salón de la fama de la EHF.

## Trayectoria

### Selección
Empezó compitiendo con la selección de Serbia y Montenegro para después ser internacional con Serbia (con cierta polémica) y terminar compitiendo bajo bandera montenegrina en 2011 hasta su retirada en 2020.
Su primer gran torneo bajo bandera montenegrina fue el Mundial de Brasil de 2011, donde fue apeada en octavos por la Selección Española.
En 2012 consiguió la Medalla de Oro del Campeonato Europeo de Balonmano con la selección de Montenegro 2012.En la final anotó 9 goles. En el mismo año apeó de la final a la selección española y se colgó la medalla de plata en los Juegos Olímpicos de Londres 2012.
Participó en el Campeonato de Europa del 2014 y el mundial del 2014 con la selección de Montenegro.

#### Trayectoria
- 2003–06: Serbia and Montenegro
- 2006–08: Serbia
- 2011–20: Montenegro

### Clubes
Empezó en la competición profesional con el ŽRK Kragujevac y, después, se mudó a Belgrado para jugar con el ŽRK Humel Lasta. En el verano del 2006 firmó su primer contrato con el Slagelse DT de Anja Andersen, con la coincidió en la selección serbia.
En el equipo danés coincidió con otra de las grandes estrellas del balonmano mundial, Bojana Popovic,con una temporada 2007 excelsa dónde lo ganaron todo (Liga danesa, Copa y Liga de Campeones)
Tras conseguir su primera Liga de Campeones con el equipo danés, los problemas económicos terminaron con la plantilla desmembrada (en la que estaban Maka Savic o Cecilie Leganger) y cambió Dinamarca por Montenegro para unirse, en enero del 2008, al Budućnost, con el que consiguió su segunda Champions en 2012.
Tras su título cambió Montenegro por Rumanía y jugó una temporada en el CS Oltchim tras lo que se mudópor los nuevos problemas económicos del conjunto rumano al Győri húngaro. En 2014, junto a Anita Görbicz, Heidi Loke, Kartine Lunde y Eduarda Amorim, volvió a ganar su tercera Champions.
Después de dos temporadas jugando en Rumanía y Hungría, para el Valcea y el Gyori, Katarina volvió a Buducnost, donde estuvo 3 temporadas más y consiguió su cuarta Champions League ante el Larvik en 2015. En el ŽRK Budućnost Podgorica ganó el campeonato nacional y la copa en 2015, 2016 y 2017. En 2017 fichó por el gran club ruso Rostov-Don, con el que jugó ganó el campeonato y la copa de Rusia. Además, con el equipo ruso, consiguió llegar a semifinales de la Champions League aquella temporada.
En 2018, con 34 años, a pesar de la gran oferta que el CSM de Bucarest puso encima de la mesa por Bulatovic, volvió a fichar por el Buducnost montenegrino, en el que militó una temporada y completó su tercera etapa en el club, para terminar su carrera en 2020 de nuevo en el Győri ETO KC

#### Trayectoria de clubes
- 2000–03:  ŽRK Kragujevac
- 2002–03:  ŽRK Knjaz Miloš (cesión)
- 2003–06:  ŽRK Humel Lasta
- 2006–08:  Slagelse FH
- 2008–12:  ŽRK Budućnost Podgorica
- 2012–13:  CS Oltchim
- 2013–14:  Győri ETO KC
- 2014–17:  ŽRK Budućnost Podgorica
- 2017–18:  Rostov-Don
- 2018–19:  ŽRK Budućnost Podgorica
- 2019–20:  Győri ETO KC

## Títulos y galardones

### Con la selección
- 1 x Medalla de Plata de los Juegos Olímpicos (2012)[16]
- 1 x Medalla de Oro del Campeonato Europeo de Balonmano (2012)[4]
- 1 x Medalla de Plata de los Juegos Mediterráneos (2005)

### Con clubes
- 4 x Champions League (2007, 2012, 2014, 2015) y 5 veces semifinalista (2011, 2013, 2016, 2017, 2018)[17]
- 1 x Recopa de Europa (2010)[13]
- 1 x Liga de Dinamarca (2007)
- 9 x Liga de Montenegro (2008, 2009, 2010, 2011, 2012, 2015, 2016, 2017, 2019)
- 9 x Copa de Montenegro (2008, 2009, 2010, 2011, 2012, 2015, 2016, 2017, 2019)
- 1 x Liga Rumana (2013)

### Galardones individuales
- 3 x Máxima goleadora de la Champions League (2010–11, 2011–12, 2013–14)
- 1 x Máxima goleadora de los Juegos Olímpicos del 2012[18]
- 1 x Máxima goleadora del Campeonato de Europa del 2012[19]
- Equipo de las estrellas de los Juegos Olímpicos del 2012
- Equipo de las estrellas del Campeonato de Europa del 2012[19]
- Equipo de las estrellas de la Champions League (2013-14)[20]
- 2 x Deportista del año de Montenegro (2012, 2014)[21]